# Stockholm City Voices

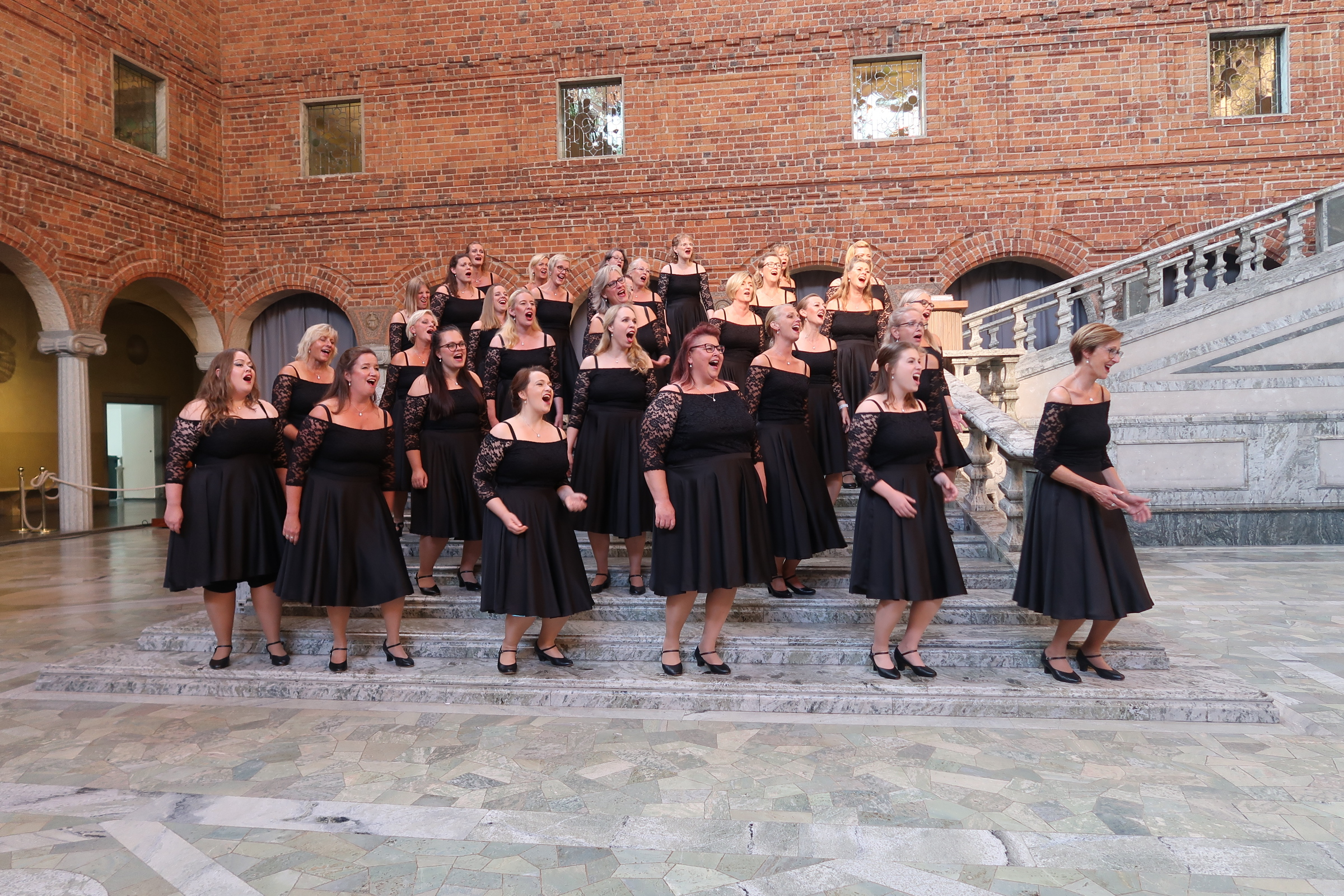
Stockholm City Voices (2019)

Stockholm City Voices är en a cappella-ensemble i Stockholm, på cirka 50 kvinnor, med blandad repertoar; barbershop, musikal, soul, jazz, pop med mera. Stort fokus läggs på röstutveckling, sångteknik, gott ledarskap och personlig utveckling. Kören har funnits sedan 1978, vunnit Nordiska Mästerskapet 1996, 1999, 2002, 2009, 2014, 2016, 2018 och 2024 och blev Internationella mästare i småkörsklassen - Harmony Classics, i San Antonio 2008. År 2010, 2013, 2015, 2017, 2019 och 2023 tog sig kören till final (topp-10) i internationella mästerskap och har placerat sig på en sjätteplats som bäst och samtidigt bäst placerade damkör (2023). 
Kören leds av Tindra Thor sedan 2017.
Under hösten och vintern 2024 och 2025 deltar kören i pjäsen Titta en älg av Kristina Lugn, i regi av Mellika Melouani Melani på Dramaten.
Gruppen hette tidigare Stockholm City Chorus, men bytte 2008 namn till Stockholm City Voices. Kören är medlem av Nordic Light Region, Sweet Adelines International och Sveriges Körförbund.